# ルートヴィヒ・ビンスワンガー
ルートヴィヒ・ビンスワンガー（英：Ludwig Binswanger、1881年4月13日 - 1966年2月5日）は、スイスの医学者、精神科医。姓はビンスヴァンガーとも。現存在分析学派を創始した。
叔父には、脳血管性痴呆の一種であるビンスワンガー病の発見者のオットー・ビンスワンガーがいる。

## 人物
1907年、チューリッヒ大学を卒業。在学中はオイゲン・ブロイラーに学び、カール・グスタフ・ユング、ジークムント・フロイトらと交友を深める。
1911年、若干30歳にして、父親の経営する私立精神病院を継ぐ。以降、フロイトと親交し、個人心理学的な精神分析の手法に学んでいたが、分裂病者に対する理論の射程の限界を悟り、徐々にエトムント・フッサールの現象学へと傾倒していく。その転回点とされるのが、『心理学総説序論』（1922年）である。実際この書籍は、「他我問題」に多くの紙幅を割いている。
1927年にマルティン・ハイデッガーの『存在と時間』が出版されると、それを基礎として現存在分析という研究方向を創始し、一連の研究を次々と発表した。その成果は、後に『精神分裂病』（1957年）にまとめられることとなる。
晩年には、ハイデッガーのいう「世界内存在」が「イディモス・コスモス」（個別の世界）性を残していることを問題視するようになり、『人間存在の根本形式と認識』（1942年）において、「世界超越存在」という独自の考え方を補足した。このハイデッガー理解に対しては、メダルト・ボスとの論争を惹起することになった。
ヴォルフガング・ブランケンブルクは、ビンスワンガーの後継者と目される。

## 著作
※（）内は原書刊行年。
- 『精神分裂病』 Schizophrenie 木村敏、宮本忠雄、新海安彦共訳 みすず書房、1959年 （1957年）
- 『夢と実存』 Traum und Existenz 荻野恒一訳 みすず書房、1960年 （1930年）
- 『現象学的人間学 講演と論文』 Ausgewählte Vorträge und Aufsätze  荻野恒一、木村敏、宮本忠雄共訳 みすず書房、1967年 （1955年）
- 『フロイトへの道』 Erinnerungen an Sigmund Freud 竹内光子、竹内直治共訳 岩崎学術出版社、1969年 （1956年）
- 『うつ病と躁病 現象学的試論』 Melancholie und Manie:Phänomenologische Studien 山本巌夫訳 みすず書房、1972年 （1960年）

## 関連人物
- マルティン・ハイデッガー
- エトムント・フッサール
- ジークムント・フロイト
- カール・グスタフ・ユング